# Odzyskanie niepodległości przez Polskę w 1918 roku
Odzyskanie niepodległości przez Polskę w 1918 – ciąg zdarzeń skutkujących ostatecznie odzyskaniem suwerenności przez Polskę po 123 latach zaborów. Współcześnie upamiętniające ten fakt państwowe Narodowe Święto Niepodległości obchodzone jest 11 listopada, w rocznicę przekazania władzy wojskowej Józefowi Piłsudskiemu, jednak lewica postuluje świętowanie w dniu 7 listopada, tj. w rocznicę utworzenia pierwszego rządu niepodległej Polski.

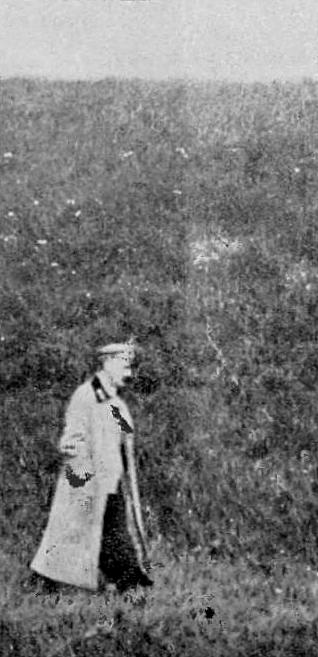
Józef Piłsudski podczas uwięzienia w Magdeburgu

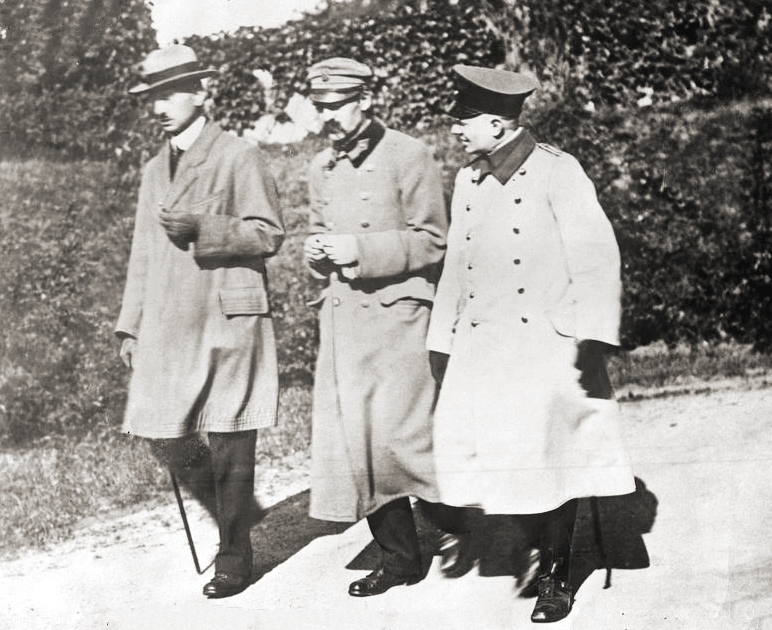
Od lewej pułkownik Kazimierz Sosnkowski i brygadier Józef Piłsudski

## Kalendarium
1916

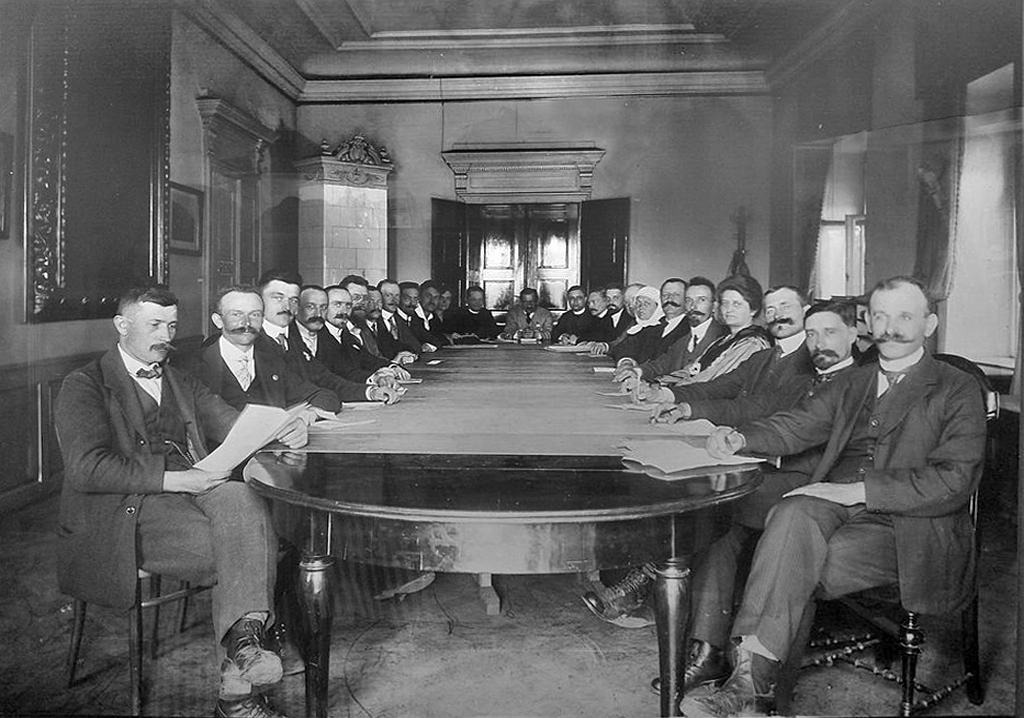
Posiedzenie Rady Narodowej Księstwa Cieszyńskiego

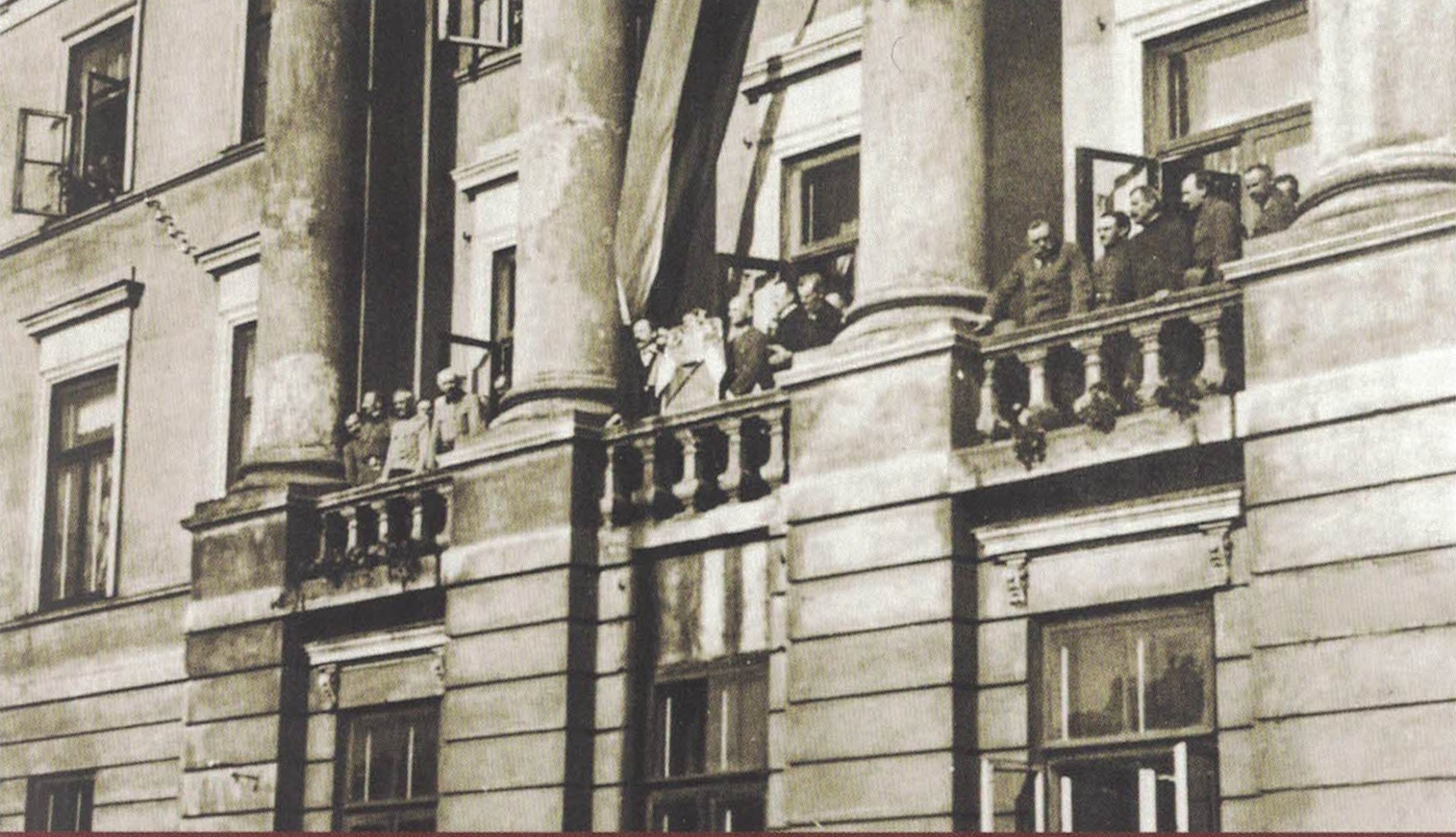
Proklamacja Republiki Radomskiej z balkonu Pałacu Sandomierskiego w Radomiu

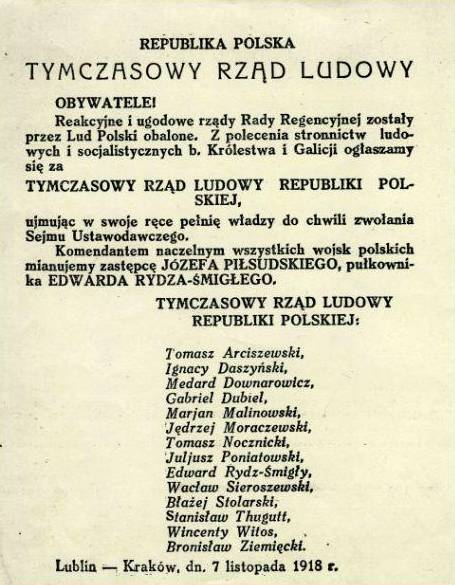
Afisz informujący o sformowaniu Tymczasowego Rządu Ludowego Republiki Polskiej

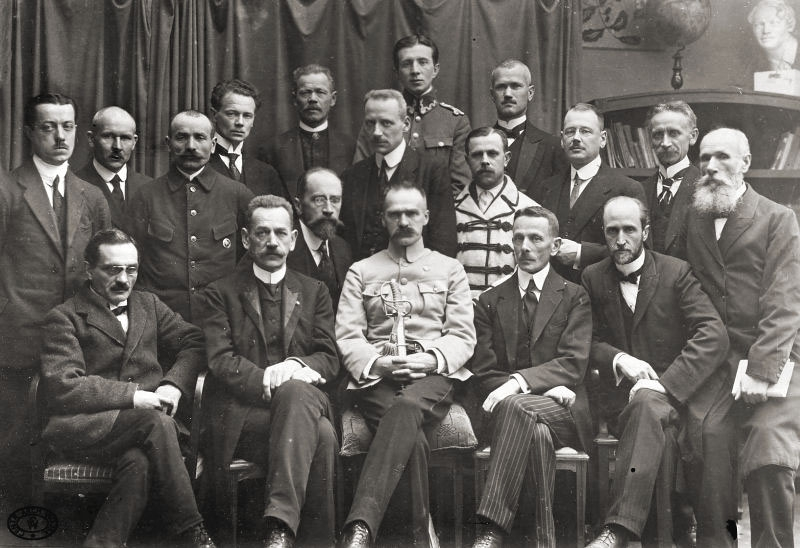
Członkowie Tymczasowego Rządu Ludowego Republiki Polskiej

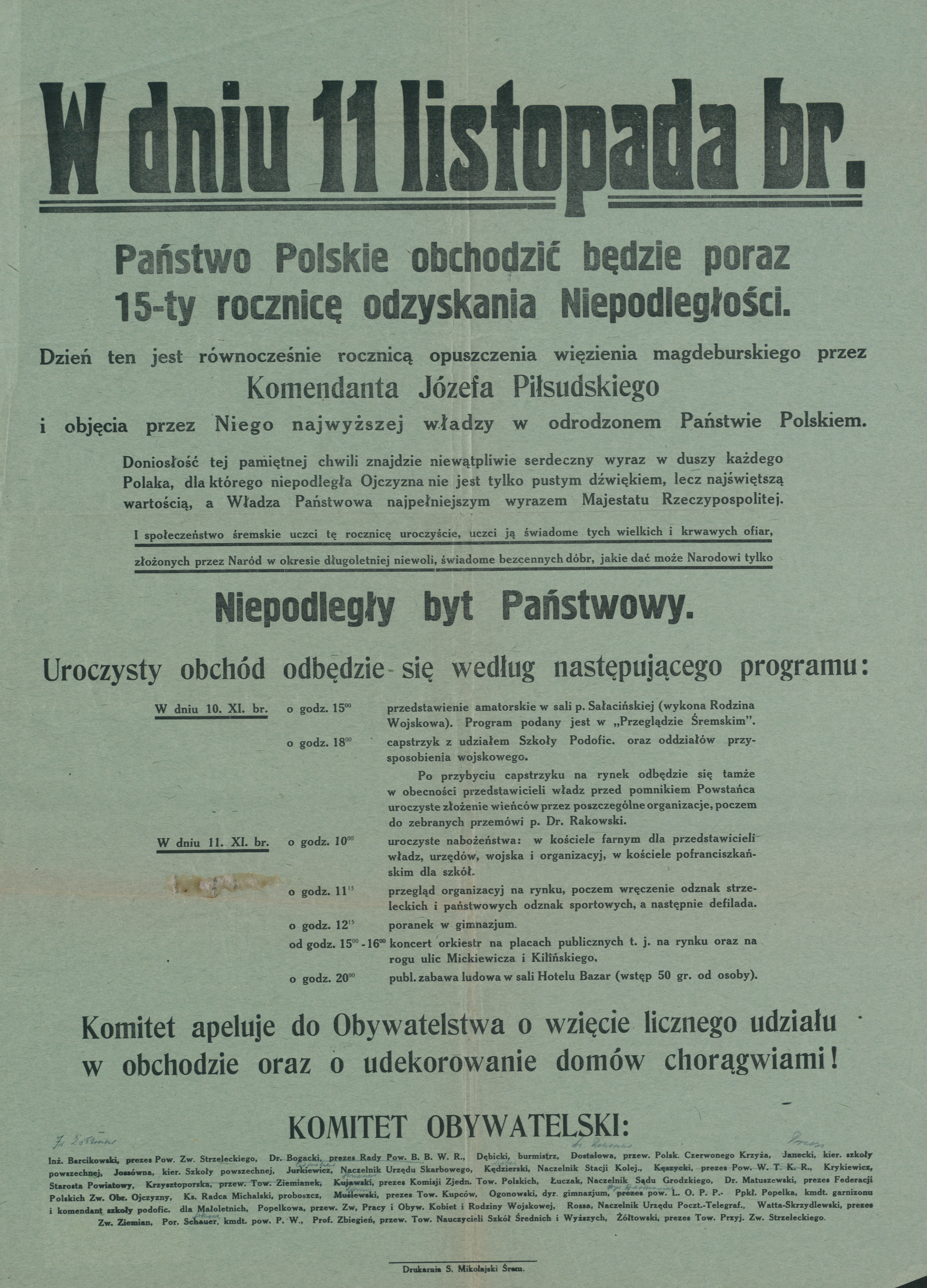
Afisz z okazji odzyskania niepodległości 1933 r. (miejsce przechowywania: Archiwum Państwowe w Poznaniu).

- 5 listopada – wydanie przez władze niemieckie i austriackie Aktu 5 listopada, gwarantującego powstanie marionetkowego Królestwa Polskiego w 1918 roku

1917
- 14 stycznia – rozpoczęcie działalności Tymczasowej Rady Stanu, oznaczające formalne zaistnienie Królestwa Polskiego
- 12 września – przejęcie obowiązków głowy państwa przez Radę Regencyjną

1918
- 8 stycznia – w swoim orędziu do Kongresu prezydent Stanów Zjednoczonych Thomas Woodrow Wilson, przedstawił program pokojowy (tzw. czternaście punktów Wilsona), w którym (pkt. 13) postulował stworzenie niepodległego państwa polskiego[potrzebny przypis]
- 3 marca – Rosja Radziecka na mocy traktatu brzeskiego uznała niepodległość Polski[4]
- 29 sierpnia – Rosja Radziecka dekretem swojego rządu, czyli Rady Komisarzy Ludowych, anulowała traktaty dotyczące rozbiorów Polski, a tym samym, jako drugi kraj na świecie (po Stanach Zjednoczonych) uznawała prawo narodu polskiego do niepodległości i zjednoczenia[5][6]
- 7 października – ogłoszenie niepodległości Polski przez Radę Regencyjną[7]
- 12 października – dekretem Rady Regencyjnej zaprzysiężono Polską Siłę Zbrojną na wierność „Państwu Polskiemu i Radzie Regencyjnej, jako tymczasowej zastępczyni przyszłej Władzy Zwierzchniej Państwa Polskiego”[8]
- 13 października – ogłoszenie niepodległości przez Rzeczpospolitą Zakopiańską na czele z pisarzem Stefanem Żeromskim; było to pierwsze miejsce na ziemiach polskich, gdzie otwarcie wypowiedziano posłuszeństwo władzom zaborczym
- 19 października – powstanie Rady Narodowej Księstwa Cieszyńskiego
- 23 października – powołanie rządu Józefa Świeżyńskiego
- 24 października – z funkcji dowódcy Polskiej Siły Zbrojnej zrezygnował gen. Hans von Beseler
- 28 października – posłowie polscy do parlamentu austriackiego powołali w Krakowie Polską Komisję Likwidacyjną dla Galicji i Śląska Cieszyńskiego, która przejąć miała władzę nad Galicją. Jej przewodniczącym był Wincenty Witos
- 30 października – Rada Narodowa Księstwa Cieszyńskiego proklamowała przynależność państwową do Polski
- 31 października
  - rozpoczęło się rozbrajanie garnizonów austriackich (m.in. Kraków, Nowy Sącz[9], Cieszyn, Zakopane)
  - komendant garnizonu krakowskiego gen. Bolesław Roja wezwał najstarszych rangą polskich oficerów, by przejmowali od Austriaków komendy w Galicji Zachodniej
- 1 listopada
  - oddziały Polskiej Organizacji Wojskowej (POW) rozpoczęły rozbrajanie żołnierzy niemieckich i austriackich (m.in. w Radomiu)
  - w Lublinie powstał Związek Harcerstwa Polskiego, scalając polskie organizacje skautowe z trzech zaborów
  - ukraiński przewrót we Lwowie, początek walk o Lwów i wojny polsko-ukraińskiej
- 2 listopada – w okupowanym przez Austriaków Radomiu tzw. Komitet Pięciu jako pierwszy na terenie Królestwa Polskiego przejął władzę rąk okupantów i proklamował w pełni suwerenną Republikę Radomską[10][11]
- 5 listopada – powstaje Rada Delegatów Robotniczych w Lublinie
- 6/7 listopada – w nocy w Lublinie powstaje, powołany przez działaczy lewicy niepodległościowej, rząd Ignacego Daszyńskiego
- 10 listopada
  - na dworzec główny w Warszawie w specjalnym pociągu z Berlina przybył Józef Piłsudski, zwolniony z więzienia w Magdeburgu. Został powitany przez regenta, księcia Zdzisława Lubomirskiego
- 11 listopada
  - przekazanie przez Radę Regencyjną zwierzchniej władzy nad wojskiem brygadierowi Józefowi Piłsudskiemu oraz zamianowanie go naczelnym dowódcą wojsk polskich[12]
  - po pertraktacjach Piłsudskiego z Centralną Radą Żołnierską wojska niemieckie zaczęły wycofywać się z Królestwa Polskiego. W ciągu 7 dni ewakuowano ok. 55 tys. żołnierzy niemieckich
  - rozbrojenie w nocy niemieckiego garnizonu stacjonującego w Warszawie
  - nadburmistrzem Poznania powołany zostaje Jarogniew Drwęski (poprzednik: Ernst Wilms)
  - data wybrana w II Rzeczypospolitej jako pamiątka odzyskania faktycznej niepodległości przez Królestwo Polskie (formalnie niepodległość Królestwa została ogłoszona 7 października)
- 12 listopada
  - Rada Regencyjna powierza Józefowi Piłsudskiemu misję utworzenia Rządu Narodowego[13]
  - Generalny gubernator warszawski Hans von Beseler opuszcza Królestwo Polskie
- 13 listopada – Komitet Narodowy Polski w Paryżu zostaje uznany przez Francję za rząd de facto, dołączając tym samym do grona zwycięskiej Ententy[14]
- 14 listopada
  - samorozwiązanie się Rady Regencyjnej i przekazanie całości zwierzchniej władzy państwowej Józefowi Piłsudskiemu, jako naczelnemu dowódcy[15]
  - Piłsudski mianuje Ignacego Daszyńskiego prezydentem gabinetu ministrów[16]
- 15 listopada – Zmiana nazwy państwa z „Królestwo Polskie” na „Republika Polska”. Monitor Polski nr 204 otrzymuje podtytuł „Dziennik Urzędowy Republiki Polskiej”[17]
- 16 listopada – Józef Piłsudski podpisuje depeszę notyfikującą powstanie niepodległego Państwa Polskiego[18]
- 17 listopada – po dymisji Daszyńskiego Józef Piłsudski mianuje premierem Jędrzeja Moraczewskiego
- 19 listopada
  - koniec ewakuacji wojsk niemieckich z Republiki Polskiej
  - nadanie z aparatu w Cytadeli Warszawskiej depeszy notyfikującej powstanie niepodległego Państwa Polskiego[14]
- 21 listopada – jako pierwszy Polskę uznał de facto rząd Republiki Niemieckiej za pośrednictwem swojego posła w Warszawie Harry’ego Kesslera[14], ale nie na długo, polsko-niemieckie stosunki dyplomatyczne zerwano 15 grudnia
- 22 listopada – podpisanie dekretu o podstawach ustrojowych Republiki Polskiej, ogłoszonego 29 listopada
- 28 listopada – dekret o ordynacji wyborczej[19] i o zarządzeniu wyborów do Sejmu Ustawodawczego[20]
- 29 listopada – Józef Piłsudski obejmuje urząd Naczelnika Państwa jako „Tymczasowy Naczelnik Państwa”[21]
- 27 grudnia – początek powstania wielkopolskiego w Prowincji Poznańskiej

1919
- 16 lutego – w Trewirze podpisano rozejm kończący powstanie wielkopolskie.

## Tło i historia
U kresu I wojny światowej wobec naciskającego żądania Rady Regencyjnej do zwolnienia Józefa Piłsudskiego w odpowiedzi władze rządowe Cesarstwa Niemieckiego w dniach przed 10 listopada 1918 zapewniły w sposób zdecydowany, że brygadier w najbliższych dniach przybędzie do Warszawy. Wieść o tym przekazano w numerze „Kuriera Warszawskiego” w niedzielę 10 listopada 1918, a jednocześnie w wydaniu tego dziennika na ostatniej stronie wydrukowano dodatek nadzwyczajny, zatytułowany Powrót komendanta Piłsudskiego. W jego treści poinformowano o tym, że Józef Piłsudski przybył 10 listopada 1918 o godz. 7:30 rano do Warszawy pociągiem pospiesznym z Berlina. Bezpośrednio wcześniej został zwolniony przez Niemców z trwającego 15 miesięcy odosobnienia w twierdzy Magdeburg, a jego tak wczesny przyjazd był uznawany za niespodziewany, gdyż był spodziewany kilka dni później. Przy dworcu na komendanta oczekiwali: komenda naczelna Polskiej Organizacji Wojskowej oraz Zarząd Zrzeszenia b. Wojskowych Polskich. Komendant Józef Piłsudski i płk Kazimierz Sosnkowski (jego były zastępca jako szefa referatu Komisji Wojskowej Tymczasowej Rady Stanu) zostali powitani tamże przez naczelnego komendanta POW, Adama Koca ps. „Witold” oraz przez kpt. Stanisława Krzaczyńskiego w imieniu Zrzeszenia b. Wojskowych Polskich. Po złożeniu i odebraniu krótkich raportów wojskowych Józef Piłsudski przywitał się z członkiem Rady Regencyjnej, ks. Zdzisławem Lubomirskim, przybyłym na miejsce z adiutantem, rtm. Rostworowskim. Następnie Piłsudski pojechał autem wraz z ks. Lubomirskim do jego siedziby we Frascati, gdzie obaj odbyli około półgodzinną rozmowę. Później Piłsudski udał się do pensjonatu przy ulicy Stanisława Moniuszki 2, gdzie miał zapewniony odpoczynek po podróży. W dalszym ciągu dnia w tym miejscu komendanta odwiedzali jego dawni podkomendni-oficerowie, reprezentanci stronnictw partyjnych i politycznych (Koła Międzypartyjnego, Polskiej Partii Socjalistycznej – Frakcji Rewolucyjnej, Polskiego Stronnictwa Ludowego, Stronnictwa Niezawisłości Narodowej), młodzież akademicka i przedstawiciele społeczeństwa. Piłsudskiego odwiedzili także szef Sztabu Generalnego Wojska Polskiego gen. Tadeusz Rozwadowski oraz pełniący kierownictwo nad Ministerstwem Spraw Wojskowych płk Jan Wroczyński.
Mieszkańcy Warszawy w sposób entuzjastyczny okazywali radość z powodu przybycia Józefa Piłsudskiego. Wiele osób zgromadziło się przed budynkiem przy ul. Moniuszki 2. Piłsudski przywitał ich ze zlokalizowanego na pierwszym piętrze balkonu, udekorowanego barwami narodowymi i sztandarem z Orłem Białym, słowami:

Obywatele! Bardzo gorąco dziękuję Wam za to przyjęcie tak serdeczne, któreście mi zgotowali. Warszawa wita mnie po raz trzeci. Wierzę, że zobaczymy się niejednokrotnie w szczęśliwszych jeszcze warunkach. Zawsze służyłem i służyć będą życiem swoim, krwią Ojczyźnie i Ludowi polskiemu. Witam was krótko, gdyż jestem przeziębiony; bolą mnie gardło i piersi!

O 16:30 w pałacu arcybiskupim odbyło się posiedzenie Rady Regencyjnej z udziałem Józefa Piłsudskiego. Później komendant spotkał się jeszcze z Prezydium Rady Ministrów, niemiecką radą żołniersko-robotniczą w Warszawie (powstałą 8 listopada, ukonstytuowaną wieczorem 10 listopada i kierującą się zadaniem porozumienia ze społeczeństwem polskim i doprowadzenia do swobodnego opuszczenia Królestwa jako obszaru dotychczas okupowanego), przemawiając do niemieckich żołnierzy i mając na celu niedopuszczenie do walk zbrojnych, poza tym nawiązał również kontakt telegraficzny z zawiązanym wcześniej w Lublinie przez Ignacego Daszyńskiego Tymczasowym Rządem Ludowym Republiki Polskiej, a w poniedziałkowe południe 11 listopada 1918 miał ponownie pojawić się w siedzibie Rady Regencyjnej.
Wraz z przybyciem Piłsudskiego do Warszawy Rada Regencyjna przesłała depesze do Krakowa, Poznania i Paryża, wzywając przedstawicieli stronnictw do Warszawy celem utworzenia Rządu Narodowego (adresatami depesz byli: Prezydium Komisji Likwidacyjnej w Krakowie, Koło Polskie w Poznaniu i Polski Komitet Narodowy w Paryżu). Do Warszawy przybywali przedstawicieli stronnictw politycznych, posłowie, dyplomaci oraz wojskowi. Rząd lubelski mianował komisarzy w powiatach na ziemiach polskich.

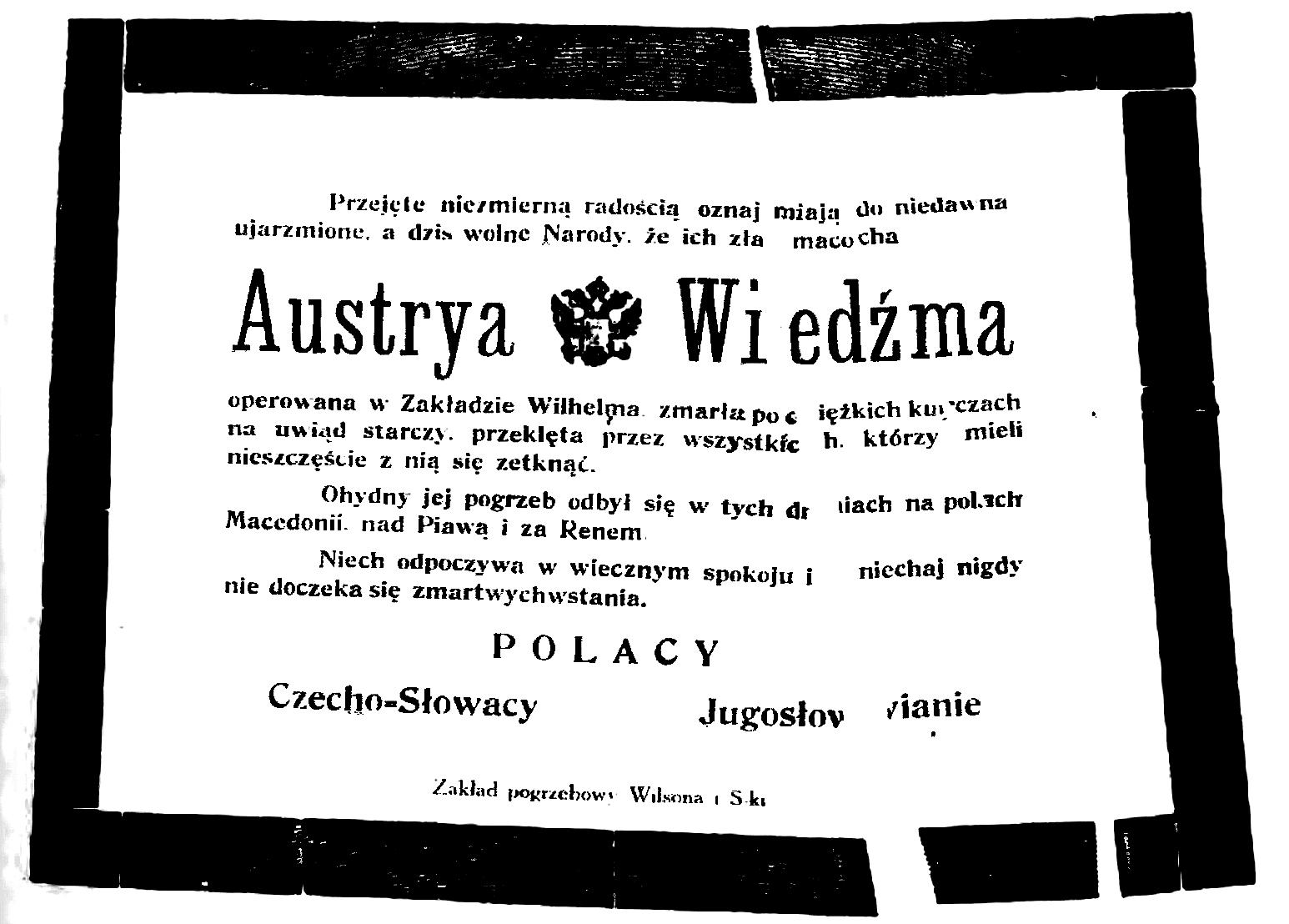
Klepsydra „Austrya Wiedźma” rozwieszana w Galicji u kresu wojny

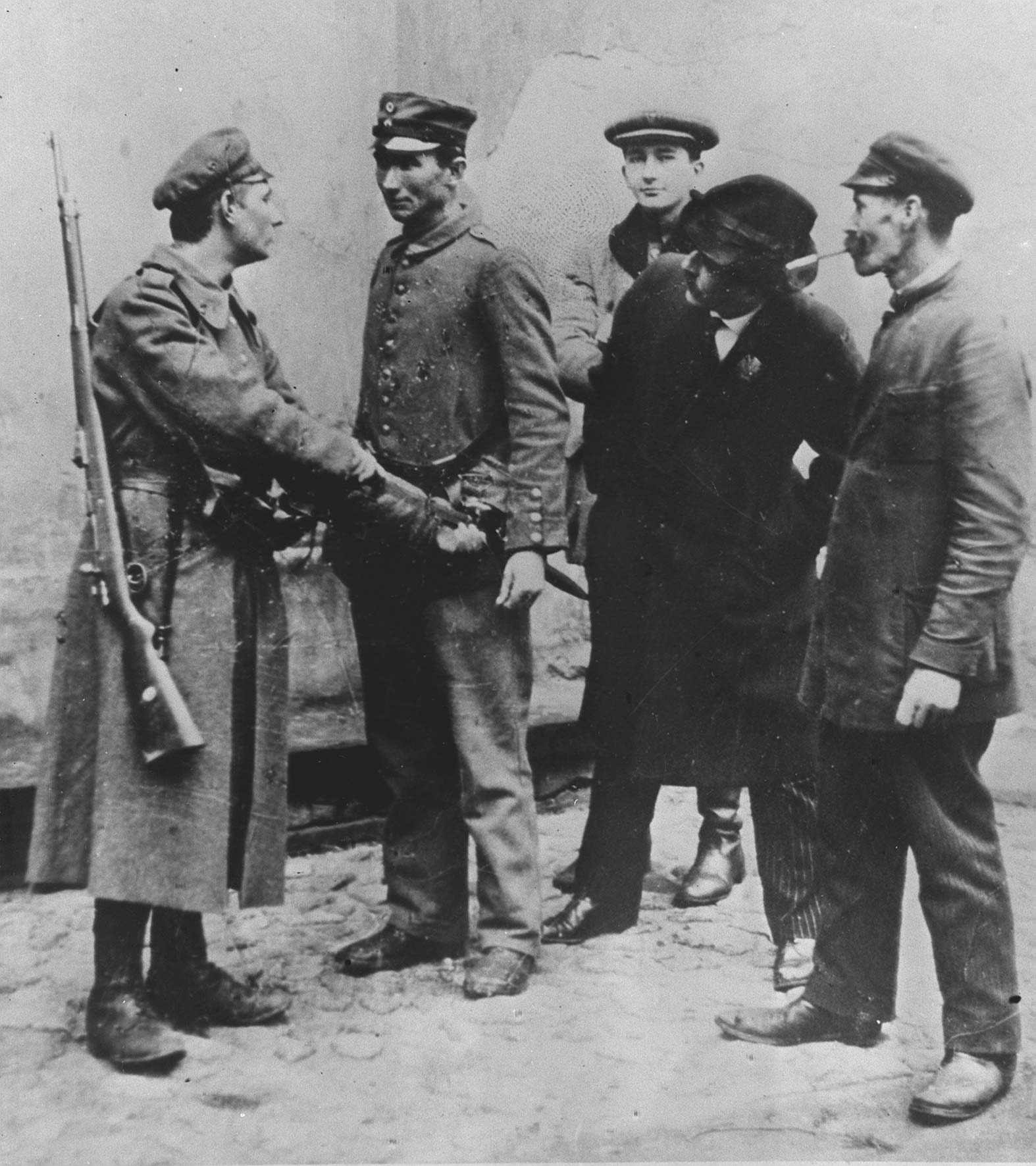
Rozbrajanie Niemców na ulicach Warszawy

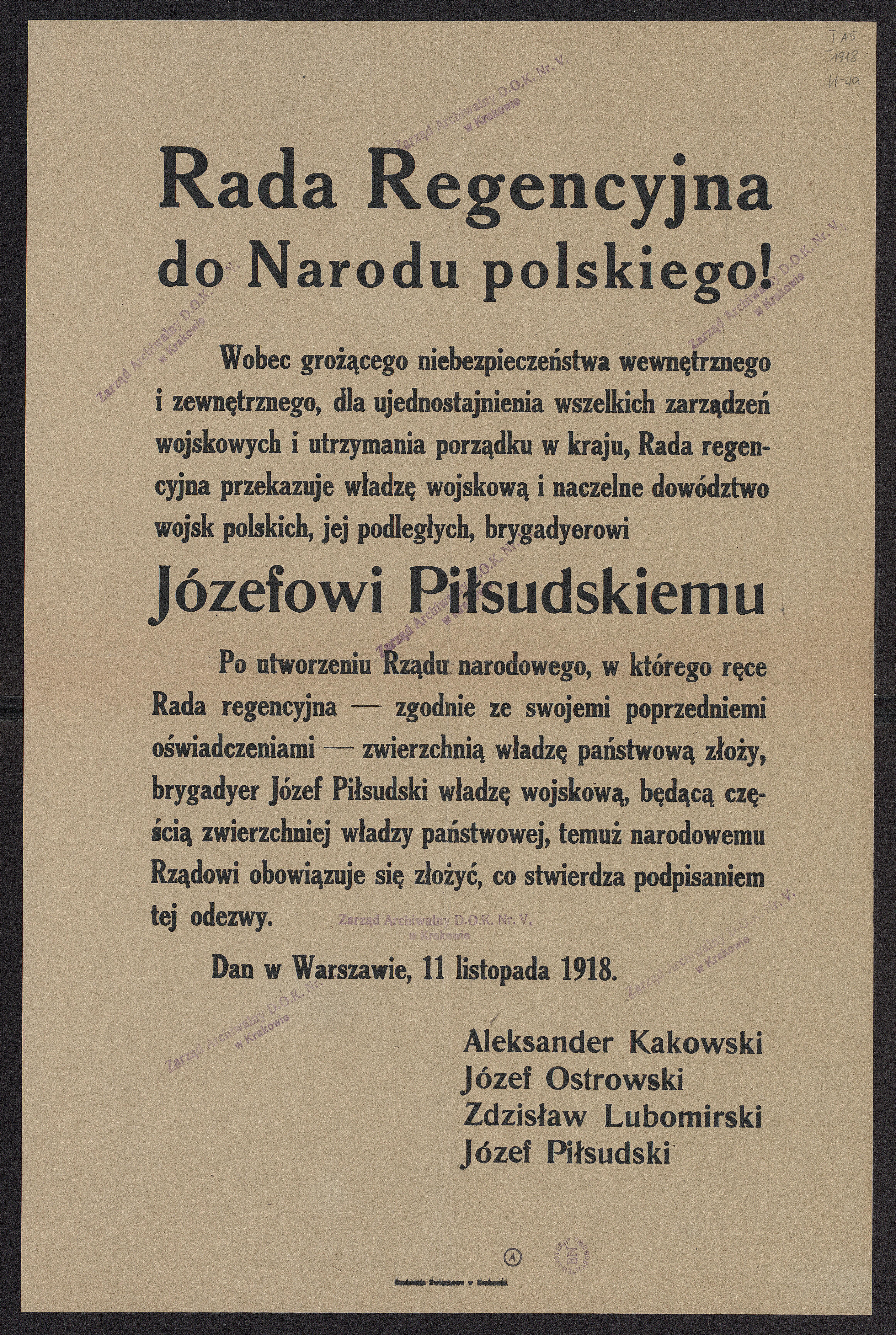
Obwieszczenie Rady Regencyjnej o przekazaniu władzy Józefowi Piłsudskiemu

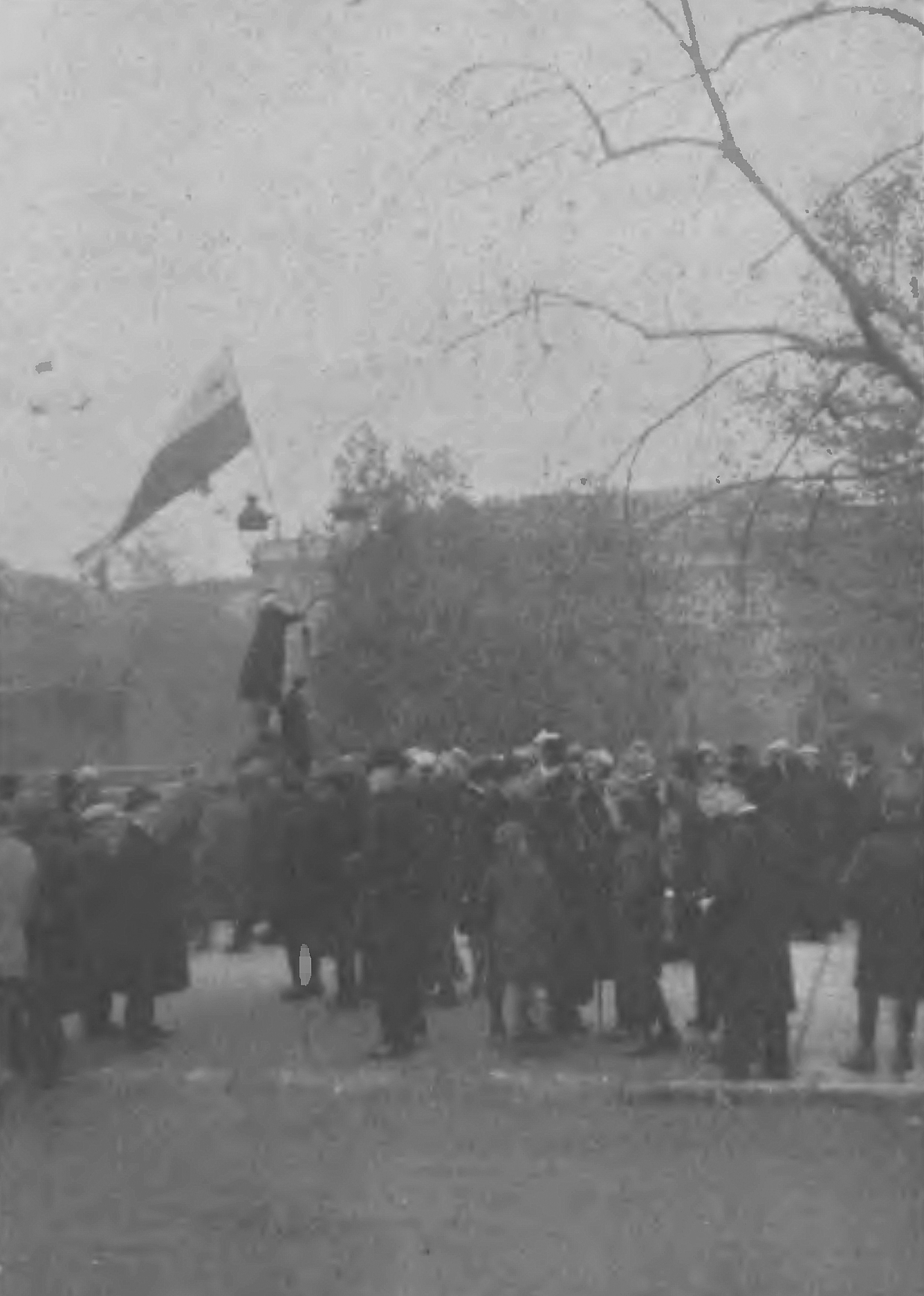
Student uniwersytetu zawiesza flagę Polski na Pałacu Namiestnikowskim w Warszawie

10 i 11 listopada 1918 trwało rozbrajanie sprawującego dotychczas okupację miasta, niemieckiego garnizonu wojskowego w Warszawie. Według doniesień prasowych w anonsowanym zamachu wojskowym przeciw okupantom miało wziąć udział 16 tys. żołnierzy polskich. W rozbrajaniu Niemców – prowadzonym przez oddziały wojskowe oraz spontanicznie przez mieszkańców – w trakcie wielu zajść, potyczek, strzelanin wiele osób zostało rannych po obu stronach, a także były ofiary śmiertelne. Wielu Polaków odniosło ciężkie rany w trakcie strzelaniny na Muranowie w otoczeniu mostu kowelskiego, gdy Niemcy starali się bronić Cytadeli. W akcjach rozbrajania wyróżniała się warszawska młodzież (zarówno skupiona w POW, milicji, socjalistach, jak również bez zrzeszenia). Ponadto niepodległościowa strona polska tłumiła demonstracje zwolenników rewolucji niemieckiej i bolszewizmu, wymierzone przeciw Wojsku Polskiemu. Demonstranci pojawili się także przed miejscem przebywania Piłsudskiego przy ul. Moniuszki, wykrzykując hasła skierowane przeciw niemu i Wojsku Polskiemu. Zdarzały się także incydenty ostrzelania żołnierzy wojsk polskich przez zwolenników bolszewizmu. W trakcie przejmowania broni od wojsk niemieckich polskie władze wojskowe pertraktowały z niemiecką radą żołniersko-robotniczą w Warszawie. 10 listopada o godz. 21 oddział milicji komisarza Pawłowicza przejął wydział policji kryminalnej zlokalizowany w ratuszu miejskim. Około godz. 22 polscy żołnierze pod komendą por. Przeworskiego dokonali zajęcia Belwederu i tamtejszego odwachu. Prócz tego wojska polskie zajęły posterunki na moście Kierbedzia i na moście kolejowym. W nocy 10/11 listopada Polacy zajęli koszary przy ulicy Nowowiejskiej, niemiecki oddział samochodów wojskowych (Kraftwagenpark) na ulicy Książęcej, konfiskując broń i amunicję. 10 listopada zostali zwolnieni więźniowie polityczni z Modlina, a nazajutrz także z warszawskich więzień (z Cytadeli). Od rana 11 listopada 1918 zastępcy prezesa prowizorium rządowego Władysława Wróblewskiego, komisarze niemieccy hr. Lerchefeld, radca Żychliński, hr. Hutten-Czapski wydali oświadczenie informujące o przekazaniu całej administracji dotychczas trwającej okupacji w ręce władz polskich. Od tego czasu w Warszawie były przejmowane urzędy, m.in.: Cytadela, kolej, żegluga, milicja miejska, poczta, tramwaje. Funkcjonowanie zakończyły niemieckie sądy. 11 listopada o godz. 13 wojska polskie zajęły gmach odwachu przy placu Saskim oraz Pałac Namiestnikowski, dotąd mieszczące gubernatorstwo niemieckie. Z budynków znikały niemieckie tablice i oznaczenia, a pojawiały się polskie barwy i symbole narodowe. Z Warszawy wyjechał ostatni pociąg z niemieckimi urzędnikami i wojskowymi. Rozbrajanie trwało kilkadziesiąt godzin i zakończyło się powodzeniem. Okupacja Warszawy przez Niemców trwała 1184 dni od 5 sierpnia 1915 do 10 listopada 1918.
Wieczorem 11 listopada 1918 w godzinach 17-22 Rada Regencyjna odbywała posiedzenie, zorganizowane u regenta Józefa Ostrowskiego. Około godz. 20 do zebranych członków Rady dołączył Józef Piłsudski. Wówczas Rada Regencyjna podjęła decyzję o przekazaniu Józefowi Piłsudskiemu naczelnego dowództwa nad będącym w trakcie formowania wojskiem polskim. Orędzie Rady Regencyjnej w przedmiocie przekazania naczelnego dowództwa wojsk polskich brygadjerowi Józefowi Piłsudskiemu zostało ogłoszone w „Dzienniku Praw Państwa Polskiego” nr 17 poz. 38.

Rada Regencyjna do Narodu Polskiego
Wobec grożącego niebezpieczeństwa zewnętrznego i wewnętrznego, dla ujednostajnienia wszelkich zarządzeń wojskowych i utrzymania porządku w kraju, Rada Regencyjna przekazuje władzę wojskową i naczelne dowództwo wojsk polskich jej podległych Brygadjerowi Józefowi Piłsudskiemu.
Po utworzeniu Rządu Narodowego, w którego ręce Rada Regencyjna zgodnie ze swemi poprzedniemi oświadczeniami zwierzchnią władzę państwową złoży, Brygadjer Józef Piłsudski władzę wojskową, będącą częścią zwierzchniej władzy państwowej, temuż Rządowi Narodowemu zobowiązuje się złożyć, co stwierdza podpisaniem tej odezwy.
Dan w Warszawie, dnia 11 listopada 1918 roku.
† Aleksander Kakowski
Zdz. Lubomirski
Józef Ostrowski
Józef Piłsudski

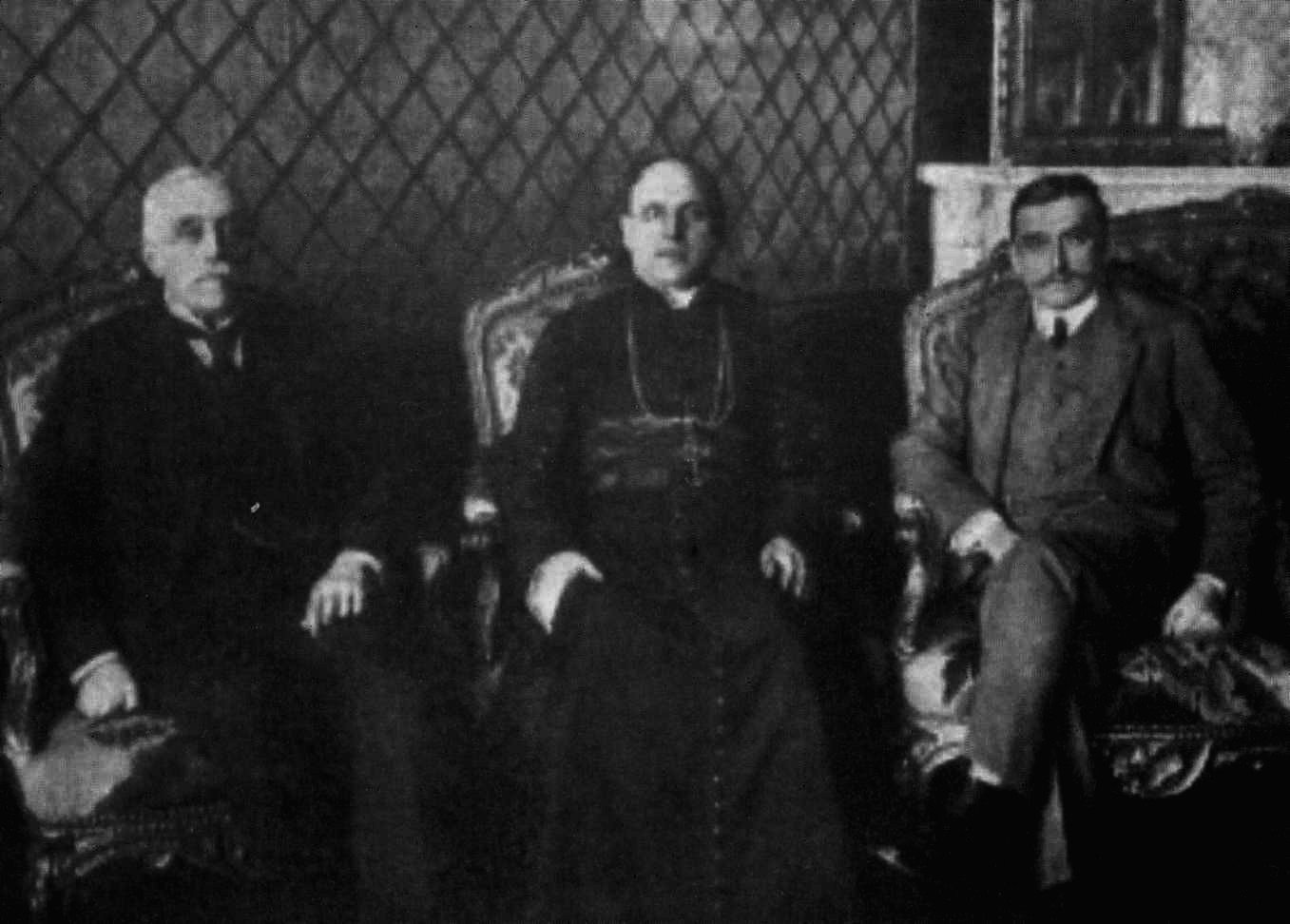
Rada Regencyjna, od lewej: hrabia Józef Ostrowski, arcybiskup Aleksander Kakowski, książę Zdzisław Lubomirski

W tych rozmowach brali udział także marszałek byłej Rady Stanu Franciszek Pułaski, Antoni Łuniewski, Władysław Zawadzki. Do późnego wieczora trwały dalsze narady Piłsudskiego w sprawie utworzenia Rządu Narodowego: w siedzibie komisji porozumiewawczej, wspólnie z wojskowymi, podczas konferencji komisji stronnictw demokratycznych.
W dniu 12 listopada 1918 Józef Piłsudski wydał dwie odezwy. W pierwszej, skierowanej do obywateli i obywatelek, poinformował o swoim przejęciu komendy nad siłą zbrojną Polski, o końcu okupacji Polski, wyraził apel o zezwolenie okupantom na opuszczenie Polski bez kierowania wobec nich gniewu i zemsty oraz w należytym porządku. W drugiej odezwie poinformował o prośbie, jaką otrzymał od Rady Regencyjnej, dotyczącej podjęcia utworzenia Rządu Narodowego, któremu Rada złoży swoją władzę oraz zaznaczył, że porozumiał się z Tymczasowym Rządem Ludowym Republiki Polskiej w Lublinie oraz wezwał przedstawicieli stronnictw politycznych w celu poznaniach ich stanowisk wobec zaistniałej sytuacji. Jednomyślną uchwałą Rady Miejskiej Warszawy 12 listopada 1918 przyznano Józefowi Piłsudskiego tytuł honorowego obywatela miasta stołecznego Warszawy i tym samym było to pierwsze takie uhonorowanie w historii niepodległej Polski (wręczenie dyplomu nastąpiło 8 lutego 1919).
Wcześniej odezwy wydali także: Polska Komisja Likwidacyjna w Krakowie 8 listopada, komendant Warszawy i okolic płk Henryk Minkiewicz. 14 listopada 1918 trzej regenci, celem zakończenia ustanowionego 11 listopada 1918 stanu przejściowego podziału zwierzchniej władzy państwowej oraz pragnąc wprowadzenia jednolitej władzy i kierując się dobrem Ojczyzny, postanowili rozwiązać Radę Regencyjną i przekazali Naczelnemu Dowódcy Wojsk Polskich Józefowi Piłsudskiemu pełnię cywilnej władzy zwierzchniej w odrodzonym państwie polskim do czasu przekazania jej Rządowi Narodowemu. 17 listopada 1918 Józef Piłsudski powołał Rząd Jędrzeja Moraczewskiego, a 22 listopada 1918 został Tymczasowym Naczelnikiem Państwa oraz wraz z Jędrzejem Moraczewskim podpisał dekret o tymczasowych władzach Republiki Polskiej. Władzę cywilną piastował formalnie do 29 listopada 1918, kiedy to w „Dzienniku Praw Państwa Polskiego” nr 17 poz. 39 ogłoszony został dekret o najwyższej władzy reprezentacyjnej Republiki Polskiej.
Datę 11 listopada 1918 uznaje się umownie za początek niepodległego państwa Polskiego (II Rzeczpospolita), jednocześnie będący kresem czasu zaborów austriackiego, niemieckiego i rosyjskiego na ziemiach polskich, trwającego przez 123 lata (liczony od III rozbioru), a w szerszym ujęciu przez 146 lat (liczony od I rozbioru w 1772).
W wydaniu „Kurjera Warszawskiego” z 12 listopada wydrukowano tekst opatrzony tytułem Zamiast komunikatu, w którym zawarty był następujący fragment:

Po raz pierwszy od lat przeszło czterech dzisiejszy numer Kurjera wychodzi z pod pras drukarskich bez komunikatu urzędowego z pola walki (...). I doczekaliśmy się rzeczy przekraczającej już granice dociekań ludzkich, doczekaliśmy się, że te właśnie moce, które Polskę rozdarły, padły upokorzone i same rozdarte, choć walczyły w przeciwnych obozach. A Polska zjednoczona zmartwychwstaje!

Również w dniu 11 listopada w Compiègne w pobliżu stacji kolejowej Rethondes zostało podpisane zawieszenie broni pomiędzy krajami skupionymi w tzw. koalicji a Niemcami, co formalnie zakończyło I wojnę światową, trwającą od 1914. Rozejm wszedł w życie o godz. 11:00 na całym obszarze frontu zachodniego. Ponadto 10 listopada abdykowali cesarz niemiecki Wilhelm II, a 11 listopada cesarz Austrii Karol I.